# Avril Lavigne
Pour les articles homonymes, voir Avril (homonymie) et Lavigne.
Cet article concerne la chanteuse. Pour l'album homonyme, voir Avril Lavigne (album).
Avril Lavigne (née le 27 septembre 1984 à Belleville, en Ontario, au Canada) est une auteure-compositrice-interprète pop rock, musicienne, actrice et styliste canado-française. Elle connaît le succès depuis le début des années 2000 en ayant vendu plus de 40 millions d'albums à travers le monde et 50 millions de singles.
À 16 ans, Avril Lavigne signe un contrat d'enregistrement de deux albums avec Arista Records. Son premier album studio, Let Go (2002), est l'album le plus vendu du XXIe siècle par une artiste canadienne. Il contient les titres à succès Complicated et Sk8er Boi, qui mettent en valeur une personnalité skate punk et lui valent le titre de Pop-Punk Queen. Son deuxième album studio, Under My Skin (2004), devient le premier album de Lavigne à atteindre le sommet du Billboard 200 aux États-Unis, se vendant à dix millions d'exemplaires dans le monde. Son troisième, The Best Damn Thing (2007), atteint la première place dans sept pays à travers le monde, et connait le succès international de son premier single Girlfriend, qui est devenu son premier à atteindre le sommet du Billboard Hot 100 aux États-Unis. Ses deux albums studio suivants, Goodbye Lullaby (2011) et Avril Lavigne (2013), connaissent un succès commercial continu et ont tous deux été certifiés or au Canada, aux États-Unis et dans d'autres pays. Après la sortie de son sixième album studio, Head Above Water (2019), son septième album studio, Love Sux (2022) aborde un style plus punk.
Avril Lavigne reçoit une étoile sur le Hollywood Walk of Fame le 31 août 2022.

## Biographie

### Enfance
Son grand-père paternel, Maurice Yves Lavigne, naît à Saint-Jérôme, au Québec. Militaire dans l'armée de l'air canadienne et affecté à la base de Grostenquin en France, il épouse en 1953 Lucie Dzierzbicki, une Française native de Morhange. De cette union naît à Grostenquin en 1954 Jean-Claude (le futur père d'Avril Lavigne). La famille déménage en Ontario alors que Jean-Claude est encore enfant, il est francophone de langue maternelle. Il y rencontre et épouse en 1975 Judith-Rosanne Loshaw, canadienne d'origines écossaise et allemande. Avril Lavigne naît de cette union en 1984. Elle passe toute son enfance à Napanee, une petite ville de l'Ontario. Elle a été nommée Avril par son père en référence au mois de l'année. Elle est élevée dans la foi chrétienne évangélique . Ses parents ont reconnu les capacités vocales de leur enfant lorsqu’elle avait deux ans et a chanté Jesus Loves Me sur le chemin du retour de l’église.
Son grand frère Matthew et sa petite sœur Michelle complètent la famille, ils se moquaient d’elle quand elle chantait. « Mon frère avait l’habitude de frapper au mur parce que je chantais pour dormir et il pensait que c’était vraiment ennuyeux. » Elle est la belle-sœur du bassiste du groupe japonais One Ok Rock, Ryota Kohama. Dès l'âge de cinq ans, Avril Lavigne est diagnostiquée d'un TDAH, pour lequel elle se fait prescrire un traitement,. Selon elle : « J'ai commencé à écrire à 12 ans et mes premières chansons ont commencé à exister alors que j'en avais 13. Mais je crois avoir toujours écrit des poèmes. Je les ai tous gardés et je pense que je pourrais transformer certains d'entre eux en chansons. Certains ne sont en effet pas mauvais » [réf. nécessaire]. Inspirée par ses propres expériences, ses textes se mêlent à une musique influencée par les Goo Goo Dolls ou encore Green Day. Quand Lavigne avait 14 ans, ses parents l’emmenaient à des karaokés. Lavigne se produisait également à des foires rurales, chantant des chansons de Garth Brooks, des Dixie Chicks et de Shania Twain.

### Let Go(2000–2003)
Elle déménage à Manhattan, aux États-Unis, afin d'écrire ses chansons. Cependant, elle entre en désaccord avec ses employeurs du moment et s'oppose aux rythmes et aux paroles qu'on lui propose. Elle part donc s'établir à Los Angeles, où elle fait la connaissance de Clif Magness (en), producteur et gérant. Puis Complicated est enregistré, l'un des plus grands titres d'Avril Lavigne qui comptabilise en 2025 plus de 770 millions de vue sur YouTube. Elle livre son tout premier album solo, Let Go, en 2002, qui rencontre un très grand succès. Selon l'IFPI, Let Go est le deuxième album le plus vendu de l'année 2002.
Elle entame alors une tournée mondiale en 2003, Try to Shut Me Up Tour, qui se joue à guichets fermés[réf. nécessaire]. À l'issue de cette tournée sort le DVD My World, qui contient son concert à Buffalo, des documentaires sur les coulisses et l'intégrale de ses clips. Finalement, l'album s'est écoulé à plus de 20 millions de copies à travers le monde selon son label et a reçu de nombreuses récompenses. Avec cet album, Avril Lavigne entre dans l'histoire de l'industrie musicale en étant la deuxième artiste dans l'histoire du Mainstream Top 40 à avoir placé trois singles numéro 1 pour un premier album : Complicated (8 semaines #1), Sk8er Boi (1 semaine #1) et I'm With You (4 semaines #1). Seuls le groupe Ace of Base et la chanteuse Lady Gaga ont égalé ce record.

### Under My Skin(2004–2005)

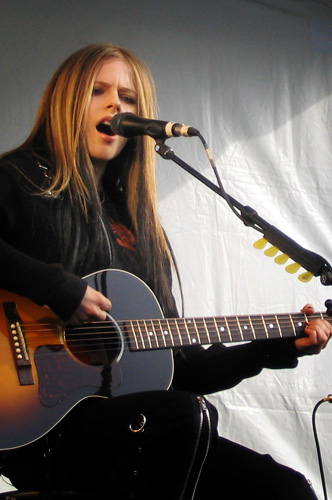
Avril Lavigne lors de sa tournée Mall Tour en 2004.

En mai 2004, alors âgée de 19 ans, Avril Lavigne sort un deuxième album intitulé Under My Skin, qui rencontre le succès en se classant premier au Billboard 200 un mois après sa sortie. Lavigne écrit et coécrit la totalité des titres qui composent cet album avec la chanteuse canadienne Chantal Kreviazuk. 
Le mari de cette dernière, Raine Maida, a coproduit l'album aux côtés de Butch Walker et de Don Gilmore. Plus sombre, plus personnel et plus rock que son premier opus, cet album se vend à environ 15 millions d'exemplaires selon son label et permet à Lavigne de conquérir un nouveau public, masculin essentiellement. Elle entame en 2005 une tournée mondiale, nommée Bonez Tour, au cours de laquelle elle joue de la guitare acoustique, de la guitare électrique, de la batterie et du piano sur scène.

### The Best Damn Thing(2006–2008)

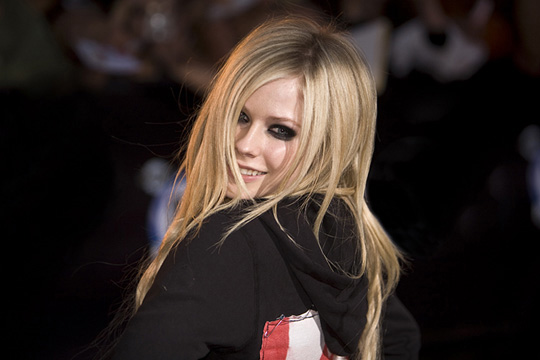
Avril Lavigne, aux MuchMusic Video Awards, en 2007.

Après le succès de ses deux premiers albums, Avril Lavigne commence une carrière au cinéma et fait des apparitions en 2006 dans les films Fast Food Nation, The Flock (avec Richard Gere) et le film d'animation Over the Hedge. Elle en profite également pour commencer une carrière de mannequin pour l'agence Ford Models, en posant pour Chanel entre autres. Le 26 février 2006, elle représente le Canada à la cérémonie de clôture des Jeux olympiques d'hiver de 2006 à Turin et interprète son titre Who Knows. Le 15 juillet 2006, elle se marie avec Deryck Whibley, le chanteur du groupe canadien de punk rock Sum 41. Ils sont tous deux nés dans la province de l'Ontario et se connaissent depuis longtemps lorsqu'ils commencent à entretenir des relations intimes en mars 2004. Mais à la suite de différences irréconciliables, Lavigne et Whibley divorcent le 4 septembre 2009 après 6 ans et demi de vie commune et 3 ans de mariage.
Alors qu'Avril Lavigne est en studio en 2006 pour l'enregistrement de son nouveau disque, la Fox Entertainment Group prend contact avec la chanteuse pour qu'elle participe à la bande originale du film fantastique Eragon. C'est ainsi qu'elle écrit et enregistre la ballade Keep Holding On qui, à la suite de son succès outre-atlantique, se retrouve sur son troisième album, The Best Damn Thing. Cet album, qui se veut plus festif que ses prédécesseurs en s'orientant dans un registre pop punk, sort le 17 avril 2007. Pour ce projet, la jeune femme fait appel à Travis Barker, batteur de +44 et de Blink-182, avec qui elle va enregistrer Alone et d'autres morceaux de l'album. Dès sa sortie, l'album rencontre un grand succès avec 3,5 millions de copies vendues en 3 mois et de nombreuses récompenses attribuées. Le premier extrait de cet album est le tube Girlfriend. Ce titre est traduit dans plusieurs langues, notamment en français, japonais, allemand, mandarin, italien, espagnol et portugais. La IFPI classe Girlfriend comme le titre le plus téléchargé légalement en 2007, avec 7,3 millions de téléchargements enregistrés. Il est le seul single de l'artiste à être entré dans le top 20 français, en se classant no 2 durant deux semaines en mai 2007.
L'exploitation de l'album continue avec la ballade When You're Gone, l'énergique Hot et s'est achevée avec le titre The Best Damn Thing et 7,5 millions d'exemplaires vendues de ce troisième opus. Le 25 mai 2007, Avril Lavigne est poursuivie pour plagiat par les compositeurs du groupe américain des années 1970 The Rubinoos. Ils estiment que la chanteuse et les autres compositeurs de la chanson Girlfriend se sont librement inspirés d'une de leur chanson, I Wanna Be Your Boyfriend, sortie en 1979. Mais le groupe finit par retirer sa plainte. Pour promouvoir son album, Lavigne organise une tournée du même nom qui commence dans son pays d'origine à Victoria le 5 mars 2008 et qui se finit à Pékin le 6 octobre 2008 avec 115 dates dont 6 en Amérique du Nord, 33 en Europe et 22 en Asie, dont 9 sont annulées[réf. nécessaire].

### Goodbye Lullaby(2009–2011)

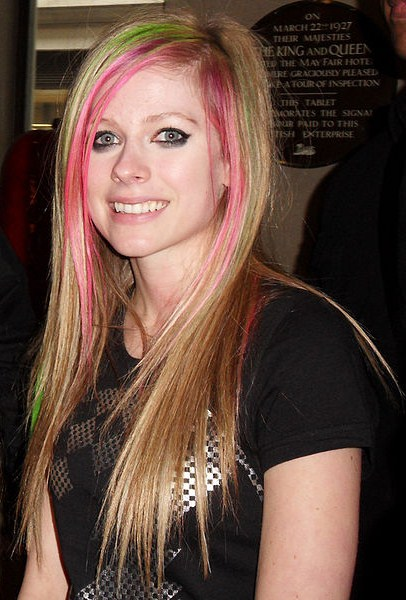
Avril Lavigne, en février 2011.

La chanson Alice, composée par Avril et coécrite avec Butch Walker, est le générique de fin du film Alice au pays des merveilles, sorti en 2010, par Tim Burton. Elle fait partie de la bande originale Almost Alice sortie en mars 2010. Lavigne explique que tout a commencé lorsqu'elle travaillait sur une collection Alice In Wonderland pour sa ligne de vêtements Abbey Dawn en s'inspirant d'images du film dans les bureaux de Disney. Elle a demandé à Disney si cela leur plairait qu'elle écrive le thème musical du film. Ceux-ci ont donc contacté Tim Burton qui a accepté. Lors de leur rencontre, une fois le morceau écrit et enregistré, Tim Burton lui a dit qu'il aimait la chanson et souhaitait l'utiliser comme premier générique de fin de son film. Disney a également voulu l'utiliser comme chanson marketing pour le film et c'est ainsi qu'elle a tourné le clip. La jeune femme s'est entourée de Deryck Whibley, Butch Walker, Evan Taubenfeld et Matt Beckley pour ce projet. Elle déclare avoir emprunté une voie plus intimiste sur cet album : « Mon dernier album était plein de guitares bruyantes et d'énergie, mais cette fois j'ai voulu vraiment ressentir ma musique. » On[Qui ?] y retrouvera essentiellement du piano, des violons, de la guitare acoustique et l'orchestre de David Campbell[réf. nécessaire].
Initialement prévu pour novembre 2009, l'album fut reporté à juin 2010 avant d'être annoncé pour le premier semestre 2011. Fin 2010, Avril Lavigne finit par s'expliquer sur cette sortie sans cesse repoussée : « J'ai enfin fini mon quatrième album ! En fait, il l'est depuis un an… mais ce n'est que maintenant que ma maison de disques se décide enfin à le sortir. […] Je n'ai pas eu le choix […] et je m'aperçois que ça a été un album très difficile à créer et à réaliser. […] Je me suis surpassée pour cet album et j'en suis fière. Il est sincère, honnête et au plus près de mon cœur. J'y tiens énormément. Mais pour la première fois, j'ai eu affaire à un tas de bureaucrates ! Les gens travaillent mieux lorsqu'ils font ce qu'ils ont envie, ce qu'ils aiment et lorsqu'ils sont en accord avec eux-mêmes, pas quand on les force à être quelqu'un d'autre. » L'album s'intitule Goodbye Lullaby et sort le 7 mars 2011. Deux mois après sa parution, l'album s'est écoulé à plus 4 millions d'exemplaires mondialement. Le premier single issu de cet album s'intitule What The Hell. Il est présenté pour la première fois au public et en live, le 1er janvier 2011 à la télévision américaine. Le deuxième single tiré de Goodbye Lullaby est Smile. En juillet 2011, elle annonce Wish You Were Here comme troisième extrait.
La tournée faite pour promouvoir l'album se nomme The Black Star Tour (nom choisi par les fans). Celle-ci commence en Chine, à Pékin le 30 avril 2011 et se terminera à Osaka le 9 février 2012. Elle passera entre autres en Asie (quatorze fois), en Amérique du Nord (trois fois), en Amérique du Sud (dix-huit dates) et en Europe (treize dates) pour un total de 54 dates. Quelques problèmes ont été rencontrés durant la tournée, en Europe notamment: d'abord, le concert du 16 septembre qui devait se tenir au Zénith de Paris est annulé (Lavigne remplaçant Sum 41 au concert de l'Humanité), puis au Hammersmith Apollo de Londres, la chanteuse retarde son entrée sur scène de trente minutes, à cause d'une « mauvaise rencontre » qui nécessite l'intervention de la police et qui provoque, selon Avril Lavigne elle-même, la peur de sa vie. Ensuite, le même soir, la chanteuse perd la voix ce qui l'a contrainte à terminer son concert plus tôt que prévu.

### Avril Lavigne(2012–2015)

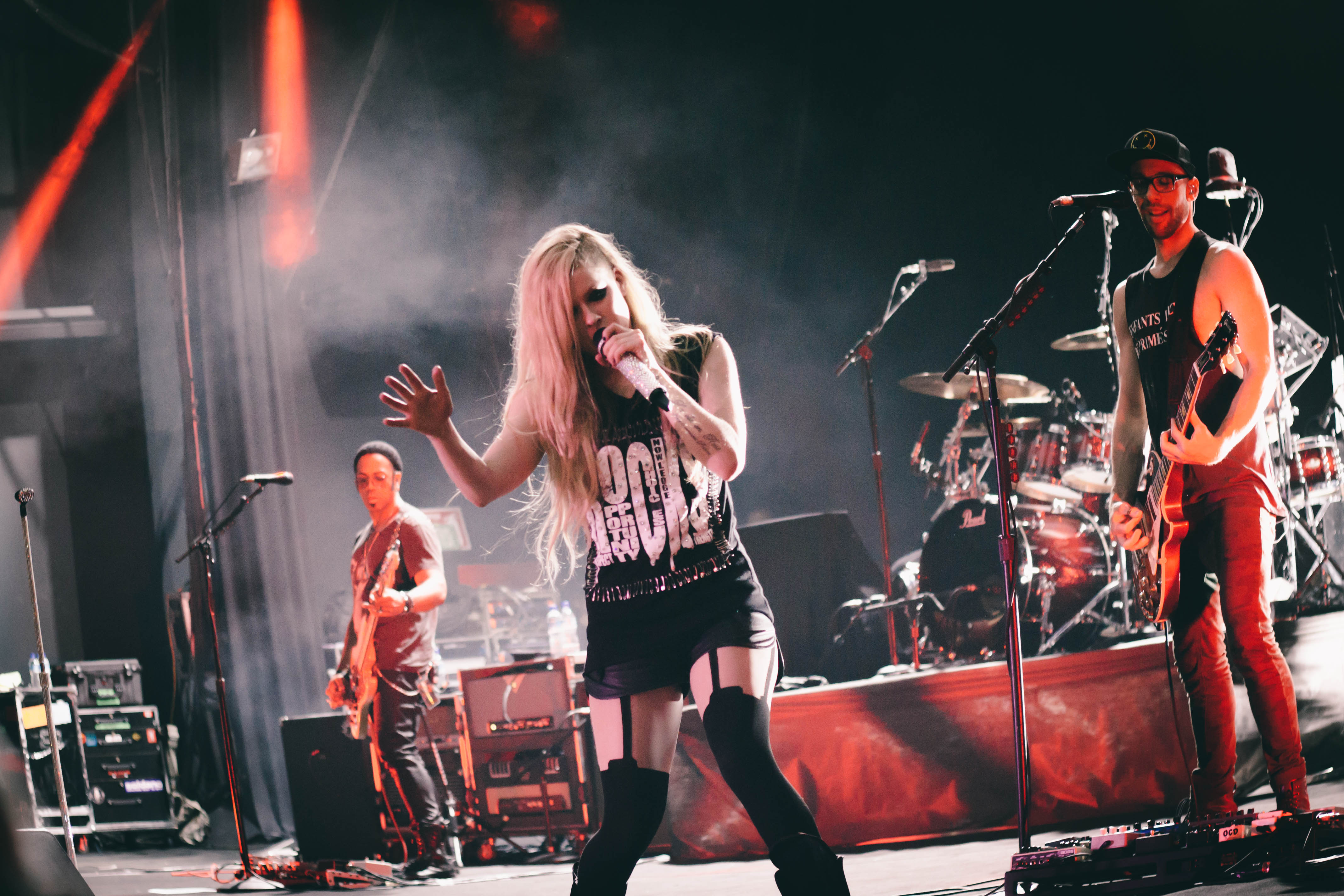
Avril Lavigne Tour, Brésil, 2014.

D'après son site internet, trois mois après la sortie de Goodbye Lullaby, Avril Lavigne travaille déjà sur un cinquième opus qui, selon ses dires, sera plus rock et plus créatif que le précédent. Elle voudrait le sortir rapidement. On peut ajouter aussi qu'il y aura les chansons produites par Alex Da Kid sur cet album. Ce nouvel opus sera le premier à sortir sous le label Epic, Avril Lavigne ayant quitté RCA durant le second semestre 2011. Pour ce nouvel album, elle sera entourée de Alex Da Kid qui a collaboré notamment avec Rihanna et Eminem, de The Runners, duo de producteurs américains qui ont collaboré avec Chris Brown, Usher et Lil Wayne, de David Hodges, ancien membre du groupe Evanescence, qui avait participé à la réalisation des albums Origin et Fallen et de Chad Kroeger, leader du groupe de rock Nickelback. C'est également le producteur qui l'a découverte, LA Reid, qui sera à la tête de son 5e opus. Le 17 août 2012, Lavigne annonce sur son compte Twitter qu'elle termine le mixage de son cinquième album. Trois jours plus tard, toujours sur son compte Twitter, elle annonce que son cinquième album est officiellement fini. Son prochain album pourrait sortir dans les bacs d'ici mars 2013 et le premier single de ce nouvel opus sortira aux alentours de fin 2012, début 2013.
En parallèle de ce nouveau projet, elle chantera les chansons Bad Reputation de Joan Jett et How You Remind Me de Nickelback sur le prochain film du manga One Piece. Le 8 février, sur Twitter, la chanteuse annonce le nom de son premier single intitulé Here's to Never Growing Up produit par le chanteur et guitariste de Boys Like Girls, Martin Johnson. Le nouveau single pourra être mis en écoute en intégralité le 9 avril. Peu après, Avril Lavigne confirme lors d'une interview que cet album comportera un style plus varié que ses précédents puisque dans cet album il y aura une chanson en collaboration avec Marilyn Manson intitulée Bad Girl, une chanson en duo avec Nickelback, une chanson intitulée 17 qu'elle a chantée en live et en avant-première au Viper Room, une chanson du nom de Rock N Roll qui est annoncée comme le deuxième single de l'album qui sortira vers l'été 2013 et une chanson du nom de Hello Kitty pour rendre hommage à la culture asiatique, qu'elle admire beaucoup. Parallèlement, elle confirme la sortie de l'album pour septembre 2013. Le 18 juillet, Avril Lavigne publie le single Rock N Roll sur son site qui fait office de deuxième single de l'album et est en vente à partir du 27 août. Le 30 juillet est annoncé que l'album sera éponyme et qu'il sortira le 5 novembre. Le 18 septembre, Avril Lavigne confirme la liste des titres de son prochain album via sa page Facebook. En octobre 2013 sort son single Let Me Go avec son époux, Chad Kroeger.
En avril 2014, Lavigne fait paraître son clip du single Hello Kitty, mal accueilli par la presse spécialisée, jugé stéréotypé et raciste selon cette dernière,,. La jeune femme dément en affirmant adorer le Japon et qu'elle passe la moitié de son temps là-bas[réf. nécessaire]. Le clip, enlevé quelques heures après de YouTube, est remis en ligne et l'ambassade du Japon à Washington D.C affirme que le clip n'est pas raciste et qu'Avril Lavigne a voulu bien faire même si cela a été mal interprété[non neutre]. Elle commence sa tournée, le Avril Lavigne Tour en décembre 2013 en Asie et le reprend fin avril 2014 en Amérique. Pour le Avril Lavigne Tour, elle ne passera ni dans son pays natal, le Canada, ni en Europe[réf. nécessaire]. Le 11 février 2015, le clip du morceau Give You What You Like est publié sur YouTube.

### Head Above Water(2017-2021)
En janvier 2017, Avril Lavigne participe à l'album Ambitions, en version japonaise, du groupe japonais One Ok Rock en interprétant en duo avec celui-ci le titre Listen.
En septembre 2018, Avril Lavigne sort Head Above Water, le premier single de son 6e album. Ce single arrive à la tête des charts sur iTunes Mondial et parle de son combat contre la maladie de Lyme qu'elle a eu ces dernières années. Le 12 décembre 2018, Avril Lavigne sort le second single, Tell Me It's Over. Le même jour, elle annonce que les précommandes pour son album Head Above Water sont disponibles. L'album est paru le 15 février 2019, elle y a travaillé depuis 2016. L'album se compose de douze titres.
Le concert d'Avril Lavigne au Zénith de Paris - La Villette initialement prévu le 26 mars 2020 a dû être annulé en raison de la pandémie de Covid-19.

### Love Sux(depuis 2022)
Le 12 novembre 2021, Avril Lavigne sort son nouveau single intitulé Bite Me, reprenant les bases pop-punk de la chanteuse. Le 13 janvier 2022, elle annonce la sortie de son nouvel album Love Sux pour le 25 février 2022. Ce même jour, elle annonce également la sortie de son single Love It When You Hate Me en collaboration avec blackbear pour le 14 janvier 2022.

## Activités parallèles

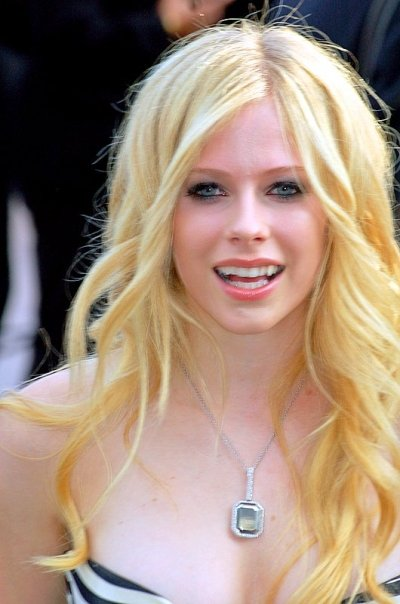
Avril Lavigne au festival de Cannes 2006.

Avril Lavigne a été impliquée dans un certain nombre d’activités caritatives, telles que Make Some Noise, Erase MS (elle fait partie du conseil d’administration), AmericanCPR.org, Camp Will-a-Way, Music Clearing Minefields, U.S. Campaign for Burma, Make-a-Wish Foundation et War Child (association pour laquelle elle enregistre Knockin’ on Heaven’s Door). En 2007, elle enregistre une reprise de John Lennon, Imagine, pour la campagne d’Amnesty International dans le but de sauver le Darfour. En 2010, elle franchit un nouveau cap en créant sa propre association, The Avril Lavigne Foundation, qui vient en aide aux jeunes souffrant d'un handicap.
Elle écrit et compose également pour d’autres artistes. En 2005, Kelly Clarkson sort son deuxième album, Breakaway, avec comme premier single la chanson du même nom, écrite par Lavigne quelques années plus tôt. En 2008, le groupe de rock japonais PUFFY sort un nouveau single intitulé All Because of You, écrit et composé par Avril Lavigne et Butch Walker. L’année suivante, la chanteuse anglaise Leona Lewis termine l’exploitation de son premier album avec le single I Will Be, morceau écrit par Avril Lavigne et produit par Max Martin. En 2010, elle écrit deux chansons pour Miranda Cosgrove, Daydream et Dancing Crazy. En juillet 2011, Rihanna annonce le septième single de son album Loud, il s'agit du titre Cheers (Drink to That) qui a été coécrit par Avril Lavigne et qui reprend en partie l'un de ses anciens singles, I'm With You.
Avril Lavigne lance sa ligne de vêtements en juillet 2008 chez Kohl's aux États-Unis. Elle est nommée Abbey Dawn, surnom d’Avril Lavigne donné par son père biologique lorsqu’elle était enfant et de cela jusqu'à ses 7 ans et demi. La marque est disponible depuis 2009 au Canada chez Boathouse stores. Le 7 mars 2009, Avril Lavigne poste un nouveau message sur son site officiel annonçant son tout nouveau projet : son premier parfum, nommé Black Star, disponible aux États-Unis, au Canada et dans une dizaine de pays européens. À la suite du succès de cette première fragrance, elle annonce la sortie d’un second parfum en juillet 2010 : Forbidden Rose. L'été suivant, en 2011, sort sa troisième fragrance : Wild Rose.
En février 2006, Lavigne interprète la chanson Who Knows à l'occasion des Jeux olympiques d'hiver qui ont lieu à Turin. Le 28 février 2010, elle participe au spectacle de clôture des Jeux olympiques d’hiver de Vancouver en interprétant les chansons My Happy Ending et Girlfriend. En avril 2011, dans l'émission Oprah, elle a chanté avec Pat Benatar, Love Is A Battlefield.

## Influences
Les premières influences d'Avril Lavigne provenaient de groupes de musique country tels que Garth Brooks, les Dixie Chicks et Shania Twain, et d'auteurs-compositeurs-interprètes alternatifs tels qu'Alanis Morissette, Lisa Loeb, Natalie Imbruglia, Janis Joplin et Madonna,. Lorsqu'elle a quitté l'école pour se consacrer à sa carrière musicale, Lavigne était musicalement plus influencée par le skate punk, le pop punk et les groupes de punk rock tels que Blink-182, Sum 41, NOFX, Pennywise, Dashboard Confessional, Green Day, les Ramones, les Distillers et Hole. Elle apprécie également les groupes de métal comme Marilyn Manson, System of a Down, Incubus et The Used, ainsi que les groupes alternatifs comme Nirvana, No Doubt, the Goo Goo Dolls, Radiohead, Coldplay, Oasis, Third Eye Blind et Matchbox Twenty,,,,.

## Vie personnelle
En 2002, au début de son succès, Avril Lavigne fréquente son guitariste Jesse Colburn, comme le laissent entendre les diverses vidéos personnelles de la chanteuse. Colburn quittera finalement le groupe (et la chanteuse) en 2004, après trois ans de participation.
Avril Lavigne se lie ensuite d'amitié avec le chanteur canadien, Deryck Whibley (le leader du groupe Sum 41), à l'âge de 17 ans, et les deux chanteurs commenceront à se fréquenter en 2004. Le couple se fiance en juin 2005 à Venise et se marie le 15 juillet 2006 à Montecito (Californie). Le 17 septembre 2009, la chanteuse annonce publiquement s'être séparée du chanteur. Le divorce a été finalisé le 16 novembre 2010.
Durant l'été 2010, Lavigne commence à fréquenter Brody Jenner (fils de Caitlyn Jenner) dont elle se sépare en janvier 2012. En mai 2011, elle vend sa maison de Los Angeles pour s'installer à Paris et étudier, en hommage à son père français, la langue française. À partir de 2012, Lavigne partage la vie du chanteur Chad Kroeger (leader du groupe Nickelback). Le couple annonce ses fiançailles en août 2012 et se marie le 1er juillet 2013 au château de la Napoule en France. Le 2 septembre 2015, le couple annonce officiellement sa séparation après deux ans de mariage. En décembre 2014, elle écrit à un de ses fans sur Twitter qu'elle est atteinte d'une maladie assez grave ce qui fait qu'elle est devenue plus discrète dans la scène médiatique depuis septembre 2014. Elle détient depuis février 2011 le passeport français.
En avril 2015, elle révèle dans le magazine People qu'elle est atteinte de la maladie de Lyme, puis, dans une autre interview avec Billboard, Avril Lavigne dit qu'elle est sur la voie de la guérison. En novembre 2017, son nom apparaît parmi d'autres personnalités de la chanson, dans les révélations des Paradise Papers.
Le 7 avril 2022, elle annonce sur son compte Instagram ses fiançailles avec le musicien Mod Sun. Le couple se fréquente depuis 2021. La demande a eu lieu le 27 mars 2022 sur une péniche devant la Tour Eiffel en plein cœur de Paris. Cependant, c'est au cours du mois de février 2023 que les représentants du couple annoncent la rupture des fiançailles et la séparation du couple,.
En février 2023, le rappeur Tyga est surpris par les paparazzis en compagnie d'Avril Lavigne à la sortie d'un restaurant, quelques jours après l'officialisation de sa séparation avec le musicien Mod Sun. La relation avec le rappeur est officialisée au cours du mois de mars. En juin 2023, il est annoncé par les médias, notamment TMZ, que Lavigne n'est plus en couple avec Tyga, après quatre mois de romance,,.

## Discographie

### Albums studio
- 2002 : Let Go
- 2004 : Under My Skin
- 2007 : The Best Damn Thing
- 2011 : Goodbye Lullaby
- 2013 : Avril Lavigne
- 2019 : Head Above Water
- 2022 : Love Sux

### Singles

#### En solo
- 2002 : Complicated
- 2002 : Sk8er Boi
- 2002 : I'm with You
- 2003 : Losing Grip
- 2004 : Don't Tell Me
- 2004 : My Happy Ending
- 2004 : Nobody's Home
- 2005 : He Wasn't
- 2006 : Keep Holding On
- 2007 : Girlfriend
- 2007 : One of Those Girl
- 2007 : When You're Gone
- 2007 : Hot
- 2008 : The Best Damn Thing
- 2010 : Alice
- 2011 : What the Hell
- 2011 : Smile
- 2011 : Wish You Were Here
- 2013 : Here's to Never Growing Up
- 2013 : Rock n Roll
- 2013 : Let Me Go (featuring Chad Kroeger)
- 2014 : Hello Kitty
- 2015 : Give You What You Like
- 2015 : Fly
- 2018 : Head Above Water
- 2018 : Tell Me It's Over
- 2019 : Dumb Blonde (featuring Nicki Minaj)
- 2019 : I Fell In Love With The Devil
- 2020 : We Are Warriors
- 2021 : Bite Me
- 2022 : Love It When You Hate Me (featuring blackbear)

#### En invitée
- 2010 : Wavin' Flag (avec Young Artists for Haiti)
- 2011 : Best Years of Our Lives (avec Evan Taubenfeld)
- 2015 : Get Over Me (avec Nick Carter)
- 2017 : Baby It's Cold Outside (avec Jonny Blu)
- 2017 : Wings Clipped (avec Grey et Anthony Green)
- 2017 : Listen (avec One Ok Rock)
- 2019 : Right Where I'm Supposed to Be (avec Ryan Tedder, Luis Fonsi, Hussain Al Jassmi, Assala Nasri et Tamer Hosny)
- 2020 : Lean on Me (avec ArtistsCAN)
- 2021 : Flames (avec Mod Sun)

## Filmographie

### Cinéma
- 2004 : Canadian Pie (en) (Going the Distance) de Mark Griffiths : elle-même (interprète Losing Grip)

- 2006 : Nos voisins, les hommes (Over the Hedge) de Tim Johnson et Karey Kirkpatrick : Violette (Heather), la fille de l'opossum (voix)
- 2006 : Fast Food Nation de Richard Linklater : Alice
- 2007 : The Flock d'Andrew Lau : Beatrice Bell
- 2018 : Charming : Un prince trop charmant (Charming) de Ross Venokur : Blanche-Neige (voix)
- 2022 : Good Mourning de Colson Baker et Mod Sun : elle-même

### Télévision
- 2002 : Sabrina, l'apprentie sorcière (Sabrina the Teenage Witch) de Nell Scovell (série télévisée), saison 7, épisode 8 Bada-Ping ! d'Anson Williams : elle-même (interprète Sk8er Boi)
- 2004 : Mad TV (série télévisée), saison 10, épisode 8 : Melody

### Jeux vidéo
- 2003 : Les Sims: Superstar
- 2014 : Family Guy : à la recherche des trucs (Family Guy : The Quest for Stuff) : elle-même

## Tournées
| Année     | Nom                    | Dates                                               | Tournée mondiale | Album soutenu       |
| --------- | ---------------------- | --------------------------------------------------- | ---------------- | ------------------- |
| 2003      | Try to Shut Me Up Tour | du 23 janvier 2003 au 4 juin 2003 57 dates          | oui              | Let Go              |
| 2004      | Mall Tour              | du 4 mars 2004 au 25 mars 2004 21 dates             | non              | Under My Skin       |
| 2004-2005 | Bonez Tour             | du 24 septembre 2004 au 25 septembre 2005 140 dates | oui              | Under My Skin       |
| 2008      | The Best Damn Tour     | du 5 mars 2008 au 6 octobre 2008 110 dates          | oui              | The Best Damn Thing |
| 2011      | The Black Star Tour    | du 30 avril 2011 au 9 février 2012 59 dates         | oui              | Goodbye Lullaby     |
| 2014      | Avril Lavigne on Tour  | du 1er décembre 2013 au 28 juin 2014 73 dates       | oui              | Avril Lavigne       |
| 2019      | Head Above Water Tour  | du 14 septembre 2019 au 23 mars 2021 36 dates       | oui              | Head Above Water    |
| 2022      | Bite Me Tour Canada    | du 30 avril au 2 juin 2022 18 dates                 | non              | Love Sux            |
| 2023      | Europe and UK tour     | du 14 avril au 25 mai 2023                          | non              | Love sux            |

## Distinctions

### Récompenses
- MTV Video Music Awards 2002 : Révélation internationale de l'année
- MTV Latino Video Music Awards 2002 : Révélation internationale de l'année
- World Music Awards 2002 : Meilleur(e) artiste pop/rock canadien(ne) de l'année
- MTV Asia Awards 2003 :
  - Artiste féminine de l'année
  - Favourite Breakthrough Artist
  - The Style Award
- TMF Awards 2003 : Artiste rock de l'année
- Echo 2003 : Révélation internationale de l'année
- World Music Awards 2003 : Meilleures ventes de l'année pour un artiste pop/rock canadien
- Much Music Video Awards 2003 : Meilleure vidéo internationale de l'année avec Sk8er Boi
- Radio Music Awards 2003 : Meilleure chanson de l'année avec Complicated
- Nickelodeon Kids' Choice Awards 2003 : Chanson de l'année avec Sk8er Boi
- Prix Juno 2003 :
  - Artiste révélation de l'année
  - Meilleur single pour Complicated
  - Album de l'année pour Let Go
  - Meilleur album pop de l'année pour Let Go
- The Meteor Irish Music Awards 2003 : Artiste féminine internationale de l'année
- Danish Music Awards 2003 : Révélation de l'année
- Much Music Video Awards 2004 : Artiste canadien préféré de l'année
- World Music Awards 2004 :
  - Meilleure artiste pop/rock de l'année
  - Meilleures ventes de l'année pour un artiste canadien
- Comet Awards 2004 : Meilleure artiste féminine internationale de l'année
- Teen Choice Awards 2004 : Artiste féminine internationale de l'année
- Prix Juno 2005 :
  - Artiste de l'année
  - Meilleur album pop de l'année pour Under My Skin
  - Choix du public
  - Meilleure chanson pop de l'année My Happy Ending
  - Choix du public
- NRJ Music Awards 2005 : Meilleure artiste féminine internationale
- Nickelodeon Kids' Choice Awards 2005 : Chanteuse féminine de l'année
- Disque de diamant (un million d'exemplaires) pour son album Let Go
- CRMA :
  - Meilleure nouvel artiste solo (rock)
  - Meilleure artiste solo (adulte contemporain)
  - Meilleur nouvel artiste solo (Contemporary Hit Radio)
  - Choix du public
  - Prix de composition de la SOCAN
- Prix pour avoir vendu plus de 2 000 000 de disques au Japon
- MTV TRL Awards 2006 : First Lady of the Year
- Much Music Video Awards 2007 :
  - Chanteuse canadienne préférée du public
  - Meilleur clip pour Girlfriend
- Teen Choice Awards 2007 : Meilleur single pour Girlfriend
- MTV Student Voice Awards 2007 : Meilleur single pour Girlfriend
- MTV Europe Music Awards 2007 :
  - Meilleur single pour Girlfriend
  - Meilleure artiste solo en 2007
- MTV Russian Music Awards 2007 : Meilleure artiste internationale de l'année
- MTV Latin America Awards 2007 :
  - Chanson de l'année pour Girlfriend
  - Meilleure artiste pop de l'année
- World Music Awards 2007 :
  - Meilleure vendeuse pop/rock au monde
  - Meilleure artiste canadienne
- NRJ Music Awards 2008 : Meilleure artiste féminine internationale de l'année
- Japan Gold Disc Awards 2008 : Artiste de l'année
- Nickelodeon Kids' Choice Awards 2008 : Meilleure chanson de l'année pour Girlfriend
- TRL Italy Awards 2008 : First Lady of the Year
- MTV Video Music Awards Japan 2008 : Meilleure vidéo pop de l'année pour Girlfriend
- Much Music Video Awards 2008 : Chanteuse canadienne préférée du public
- MTV Video Music Awards Espagne 2008 : Meilleure vidéo pop de l'année pour When you're gone
- Prix de la SOCAN:
  - Chanson populaire pour Keep Holding On
  - Chanson populaire pour Girlfriend
  - Chanson populaire pour When You're Gone
- Italian Kids' Choice Awards 2008 : Artiste féminine de l'année
- Young Hollywood Awards 2011 : Artiste de l'année
- MTV Video Music Awards Japan 2011 : Meilleure vidéo pour un film pour Alice
- Japan Gold Disc Awards 2012 : Meilleur album de l'année pour Goodbye Lullaby
- MMVA 2013 : Meilleur clip vidéo canadien pour Here's To Never Growing Up
- Huading Awards 2013 : Artiste internationale de l'année
- MTV Italian Music Awards 2015 : Best Fan
- MTV Italian Music Awards 2016 : Star MTV
- Juno Awards 2019 : Juno Fan Choice Award
- Radio Disney Music Awards 2019 : Shero Awards
- Membre de l'Ordre du Canada en 2024[90]

### Nominations
- MTV Europe Music Awards 2014 : Nomination pour l'artiste canadienne de l'année
- Much Music Video Awards 2014 : Nomination pour l'artiste de l'année
- Prix Juno 2015 : Nomination pour le meilleur album pop de l'année pour Avril Lavigne
- MTV Italian Music Awards 2015 : Nomination pour l'award Artist Saga
- MTV Italian Music Awards 2016 : Nomination pour l'award Artist Saga
- MTV Italian Music Award 2017 : Nomination pour l'award Artist Saga
- MTV Europe Music Awards 2019 : Nomination pour l'artiste canadienne de l'année